# Давыдовка (Липецкий район)
Давы́довка — деревня в Липецком районе Липецкой области. Входит в состав Кузьмино-Отвержского сельсовета.

## География
Деревня находится на левом берегу реки Кузьминка.

### Часовой пояс
Деревня Давыдовка, как и вся Липецкая область, находится в часовой зоне МСК (московское время). Смещение применяемого времени относительно UTC составляет +3:00.

## История
В списке населенных мест 1862 года отмечается как деревня владельческая со свеклосахарным заводом. В 1911 году — сельцо, которое относилось к приходу церкви села Тюшевка. Кроме того, оно было известно под названием Новоспасское. Нынешнее название связано с фамилией Давыдов (возможно, он был владельцем села).

## Население
| 2010 | 2012 |
| ---- | ---- |
| 8    | ↗18  |